# All Over the World (Electric Light Orchestra)
All Over the World è un singolo del gruppo musicale britannico Electric Light Orchestra, pubblicato nel 1980 ed estratto dall'album Xanadu, colonna sonora dell'omonimo film.
Il brano è stato scritto e prodotto da Jeff Lynne.

## Tracce
- 7" (UK)

1. All Over the World
2. Midnight Blue

- 7" (USA)

1. All Over the World
2. Drum Dreams